# ۹۶۵ (قمری)
۹۶۵ (قمری)، نهصد و شصت و پنجمین سال در گاهشماری هجری قمری است. اول محرم این سال برابر با سوم نوامبر سال ۱۵۵۷ میلادی است.